# 微分型電気移動度測定装置
微分型電気移動度測定装置（びぶんがたでんきいどうどそくていそうち、Differential Mobility Analyzer, DMA）は、空気中に浮遊する微粒子（エアロゾル）やナノ粒子の粒径をオンラインで計測する装置である。
DMAでは、粒子を荷電させ、その電気移動度を測定している（電荷の分布は粒径ごとに異なり、ボルツマン分布に従う）。
約1ナノメートルから数マイクロメートルの粒径範囲を測定することができるが、1台のDMAでは測定できる粒径範囲は限られる。
DMAを2台用いるTDMA(tandem-DMA)では、粒子の蒸発や凝縮による成長などのプロセスを評価することが出来る。
DMAで粒径を計測した後、CPC(Condensation Particle Counter)を用いて数濃度を測定するシステムをSMPS(Scanning Mobility Particle Sizer)という。